# Вашингтонська футбольна команда
«Вашингтон Командерс» (англ. Washington Commanders) професійна команда з американського футболу, розташована в місті Ландовер, Меріленд (неподалік від Вашингтона). Команда є членом Східного дивізіону, Національної футбольної конференції, Національної футбольної ліги.

## Історія
Команда заснована 1932 року в місті Бостон, у штаті Массачусетс, під назвою «Бостон Брейвз» (англ. Boston Braves). 1932 року назву змінили на «Бостон Редскінз» (англ. Boston Redskins). 1937 року команда переїхала до Вашингтона, назву змінили на «Вашингтон Редскінз». 13 липня 2020 року керівництво команди оголосило про чергову зміну назви. Рішення ухвалили через тиск з боку спонсорів, які бачили у назві «Redskins» (червоношкірі) прояви расизму. Поки клуб не визначився з новою назвою, ухвалили рішення називати себе «Вашингтонською футбольною командою». 2 лютого 2022 року оприлюднено нову назву Вашингтон Командерс.
Домашнім полем для «Вашингтону» є FedEx Філд.
«Вашингтон» вигравав Супербоул (чемпіонат Американського футболу) (англ. AFC-NFC Super Bowl) у 1982, 1987, і 1991 роках.

### Суперечка про назву та логотип
Колишній бренд «Redskins» (червоношкірі), який використовувався з 1933 по 2020 рік, був одним із провідних прикладів суперечок про використання назв корінних жителів Америки як талісманів, оскільки термін був визначений як образливий, зневажливий та табуйований. Різні люди та організації, такі як Національний конгрес американських індіанців (NCAI), вважали цю назву расовою образою і десятиліттями намагалися змусити команду змінити її. Прихильники назви протистояли як словниковому визначенню терміну, так і свідченням корінних американців, стверджуючи, що їхнє використання назви використовувалось з повагою та посилалося лише на футбольну команду та її історію.

Логотип «Вашингтон Редскінз»

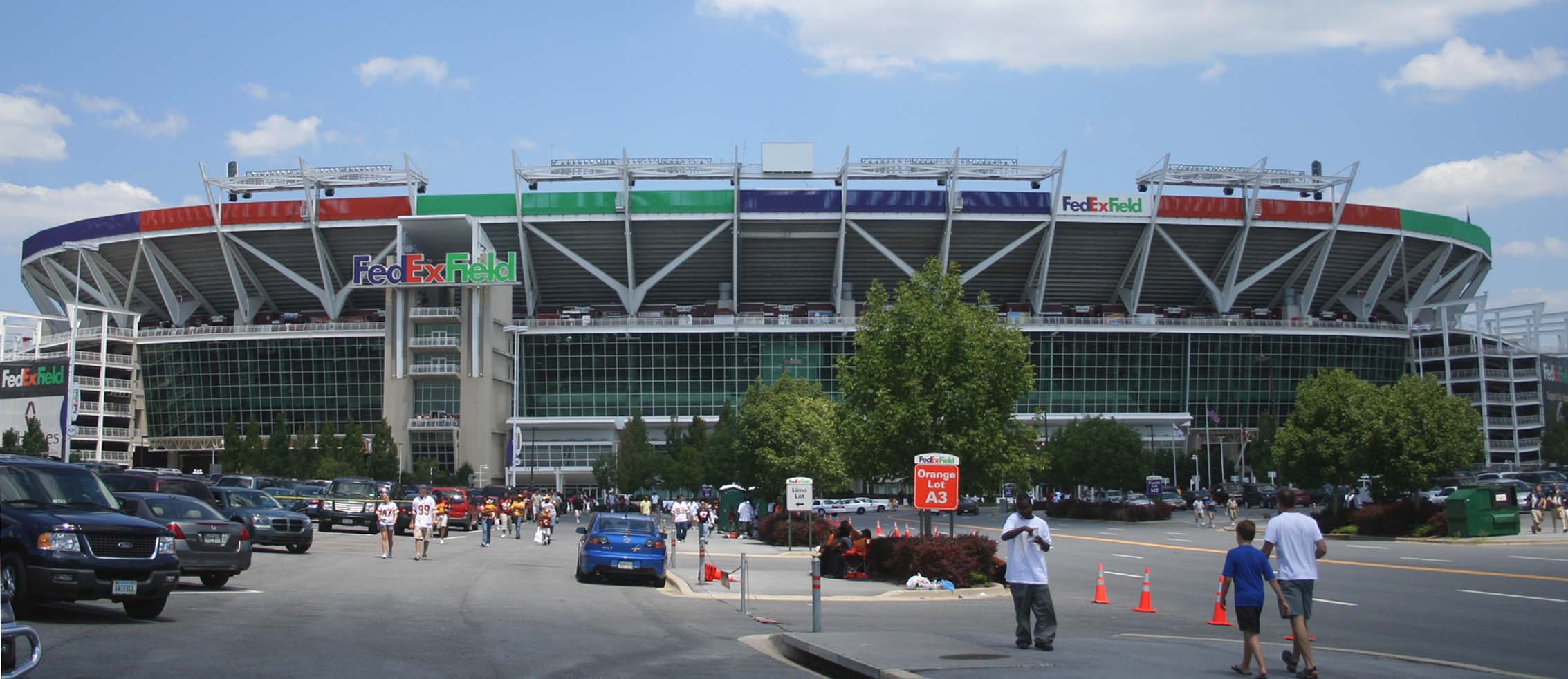
ФедЕкс Філд

У листі 2013 року власник команди Деніел Снайдер заявив, що, поважає тих, хто каже, що вони ображені, але опитування, проведене Центром публічної політики Анненберга (APPC) в 2004 році, показало, що 90 % корінних американців не були ображені назвою та логотипом клубу. Це опитування було по суті повторено в 2016 році The Washington Post з майже ідентичними результатами. Проте опитування громадської думки, яке поміщає питання про червоношкірих у рамках більш тривалого телефонного опитування на інші теми, академічні дослідники визнали науково сумнівним. В якості альтернативи, соціальні вчені з Мічиганського університету і Каліфорнійського університету в Берклі у 2020 році провели дослідження, яке детально оцінювало думку індіанців, виявивши, що 49 % відповіли, що це ім'я є образливим, крім того рівень образливих зріс до 67 % для тих, хто більше залучений до культури корінних американців.
У 2014 році Washington Post оголосила, що їхня редакція більше не використовуватиме назву «Redskins», а згодом інші інформаційні агентства неофіційно називали їх за географічними територіями, такими як «професійна футбольна команда Вашингтона» або взагалі уникали публікації назви. ESPN оновив свою політику щодо роботи співробітників, щоб їхні журналісти могли вибирати, як називати команду надалі.
Після відновлення уваги до питань расової справедливості після протестів Джорджа Флойда в 2020 році, лист, підписаний 87 акціонерами та інвесторами, був надісланий спонсорам команди та ліги, зокрема Nike, FedEx та PepsiCo із закликом розірвати зв'язки, якщо назву не буде змінено. Приблизно в той же час кілька роздрібних компаній почали вилучати товари Redskins зі своїх магазинів. У відповідь команда в липні 2020 року оголосила, що прибере назву і стала називатись просто «Вашингтонська футбольна команда», доки на початку 2022 року не буде обрано й оголошено постійну назву.

## Досягнення
- Переможці чемпіонату ліги (5)

Переможці чемпіонату НФЛ (2): 1937, 1942
Переможці Супербоулу (3): 1982 (XVII), 1987 (XXII), 1991 (XXVI)
- Переможці конференції (5)

НФК: 1972, 1982, 1983, 1987, 1991
- Переможці дивізіону (15)

НФЛ Схід: 1936 , 1937 , 1940 , 1942 , 1943 , 1945
Схід НФК: 1972, 1982, 1983, 1984, 1987, 1991, 1999, 2012, 2015